# Еду Коїмбра
Еду Коїмбра (порт. Edu Coimbra, нар. 5 лютого 1947, Ріо-де-Жанейро) — бразильський футболіст, що грав на позиції півзахисника, а також тренер.

## Клубна кар'єра
Еду народився в передмісті Ріо-де-Жанейро Кінтіно. Його батько був воротарем, а три його брати були професійними футболістами, найвідомішим з яких став Зіку.
Він почав свою футбольну кар'єру в «Америці» з Ріо-де-Жанейро в 1966 році. Загалом за цей клуб він зіграв 402 гри, в яких забив 212 голів, що робить його другим бомбардиром в історії клубу. Крім цього у сезоні 1969 він став найкращим бомбардиром Кубка Роберто Гомеса Педрози, попередника чемпіонату Бразилії.
Після цього Коїмбра недовго пограв за «Васко да Гаму», і перейшов у «Баїю», з якою виграв чемпіонат штату. Після цього разом зі своїм братом Зіку грав за «Фламенгу». В подальшому пограв ще за низку бразильських клубів, проте ніде не зітримувався і закінчив свою футбольну кар'єру в 1981 році в «Кампу-Гранді».

## Виступи за збірну
Дебютував в офіційних матчах у складі національної збірної Бразилії 25 червня 1967 року в матчі на Кубок Ріу-Бранку проти Уругваю (0:0). Другу і останню гру провів через три дні у матчі-відповіді. У підсумку Бразилія з Уругваєм поділили перемогу в тому турнірі.

## Тренерська кар'єра
Відразу після закінчення футбольної кар'єри Еду став тренером. У 1982—1983 роках він керував своїм колишнім клубом «Америка» (Ріо-де-Жанейро). У 1984 році Еду був тренером збірної Бразилії. Він керував нею у трьох товариських матчах проти Англії (0:2), Аргентини (0:0) та Уругваю (1:0).
У 1984—1985 роках був тренером «Васко да Гами», після чого у 1986 році очолив збірну Іраку.
У 1987 році тренував «Жоїнвіль», який виграв чемпіонат штату Санта-Катаріна. Після цього недовго працював з командами «Крісіума» та «Барселона» (Гуаякіль).
У 1989 році виграв чемпіонат штату Парана з «Корітібою», а в 1990 році виграв чемпіонат Ріо-де-Жанейро з «Ботафого».
У першій половині 1990-х років Еду тренував мексиканський «Веракрус», перуанський «Спорт Бойз», бразильські «Клуб Ремо» та «Флуміненсе», а також японський «Касіма Антлерс».
З 2002 року став помічником свого брата Зіку в збірній Японії, у подальшому працював з ним на цій посаді і в наступних командах до 2012 року.

## Досягнення

### Як гравця
- Володар Кубка Ріу-Бранку: 1967 (Бразилія)
- Володар Кубка Гуанабара: 1974 («Амеріка»)
- Чемпіон штату Баїя: 1975 («Баїя»)

### Як тренер
- Володар Кубка Ріо: 1982 («Фламенго»)
- Чемпіон штату Санта-Катаріна: 1987 («Жоїнвіль»)
- Чемпіон штату Парана: 1989 («Корітіба»)
- Чемпіон штату Ріо-де-Жанейро: 1990 («Ботафого»)

### Індивідуальні
- Найкращий бомбардир Кубка Роберто Гомеса Педрози: 1969 (14 голів)